# Beleggingsfonds
Een beleggingsfonds is in feite een ‘verzamelpunt’ voor beleggers. Op dat punt komt het geld van alle in het betreffende fonds investerende beleggers samen. Het totaalbedrag wordt het fondsvermogen genoemd.
De term beleggingsfonds wordt in het dagelijks verkeer vrij gebruikt, waarbij geen onderscheid gemaakt wordt tussen een beleggingsfonds en een beleggingsmaatschappij. De activiteiten van het fonds en maatschappij zijn in hoofdlijnen hetzelfde, maar een beleggingsfonds beschikt niet over rechtspersoonlijkheid en een beleggingsmaatschappij wel. Beleggers brengen collectief geld of andere goederen in het fonds in en kopen daarmee indirect, maar wel gezamenlijk, aandelen, obligaties, onroerend goed, grondstoffen, enz. Fondsen specialiseren zich in bepaalde sectoren, munten, regio's en proberen op die manier aan winstmaximalisatie te doen. Het beleggingsfonds ontvangt inkomsten zoals dividend, rente en/of huur, en er zijn waardeschommelingen in de bezittingen van het fonds. Na aftrek van kosten worden de positieve en negatieve resultaten doorgegeven aan de aandeelhouders van het fonds in de vorm van koersschommelingen in het fonds, en meestal ook dividend. Een groot aantal fondsen keert het dividend niet uit maar kapitaliseren het in het fonds. Fondsen zijn ook sterk afhankelijk van de verschillende nationale wetten.

## Doelgroep
Beleggingsfondsen kunnen zowel voor particuliere beleggers bestemd zijn als voor institutionele beleggers (of beide). Particuliere beleggers kunnen door een deelname in een beleggingsfonds een spreiding van hun beleggingsportefeuille bereiken die anders slechts met een aanmerkelijk groter vermogen te bereiken valt. (Een deelname van enkele honderden euro's in een "breed" fonds wordt gespreid over alle aandelen of obligaties waarin het fonds belegt.) Voor institutionele beleggers kunnen beleggingsfondsen ook uit dit oogpunt interessant zijn. Vaak zal men een beleggingsfonds echter gebruiken om daarmee een belegging op een min of meer specialistisch gebied te realiseren (een bepaalde sector, of een bepaalde regio). Men besteedt het daarmee gemoeide werk dan uit, tegen vaak lagere kosten dan indien men dat zelf zou doen. In beide situaties geldt dat men profiteert van schaalvoordelen. Beleggingsfondsen kunnen in omvang variëren van enkele tientallen miljoenen tot miljarden euro's.
Op particulieren gerichte beleggingsfondsen worden door vrijwel alle banken aangeboden. Beleggingsfondsen voor institutionele beleggers worden meestal aangeboden door gespecialiseerde vermogensbeheerders, hoewel ook "normale" banken zich hiermee bezighouden.

## Fondsbeheerder
Het geld van een beleggingsfonds wordt beheerd door een fondsmanager - of soms een team van managers. Zij beslissen of bijvoorbeeld aandelen in Bedrijf A moeten worden gekocht en/of aandelen in Bedrijf B moeten worden verkocht.
Niet alle beleggingsfondsen hebben een actieve beheerder, Bij een indexfonds worden ingelegde gelden belegd conform een beursindex. De taak van de beheerder is dan beperkt tot het aan- en verkopen van aandelen conform die index. Bij wijziging van die index moeten in de portefeuille ook de nodige wijzigingen worden doorgevoerd.
De fondsbeheerder brengt fondsbeheerkosten of beheerloon in rekening. Deze kosten zijn een percentage van het totaal beheerde vermogen. 
Daarnaast worden kosten in rekening gebracht voor de aankoop van aandelen, de zogenoemde aankoopkosten.

## Verschillen in beleggingsstijlen
Er is een groot aantal beleggingsfondsen op de markt, met een grote variëteit aan objecten waarin belegd wordt. Enige voorbeelden: alleen beleggen in aandelen, alleen in obligaties, zowel obligaties als aandelen, aandelen in winkelcentra, aandelen in zeeschepen, aandelen in technologie-ondernemingen, wel of niet gedeeltelijk met geleend geld gefinancierd, alleen in Europa, alleen in de Verenigde Staten, het Verre Oosten. Een belegger kan op deze wijze tegen relatief lage kosten beleggen in objecten van zijn voorkeur, en zonder dat hij zelf zich in de betreffende markt of de sector hoeft te verdiepen. Hierbij geldt in het algemeen wel dat de beheerskosten hoger zijn naarmate het fonds meer specialistisch is. 
Meest voorkomende fondsen zijn:
Aandelenfondsen
In deze fondsen zitten aandelen, dat kunnen aandelen zijn van verzekeringsmaatschappijen, multinationals, nieuwe bedrijven etc.
Mixfondsen
Dit zijn fondsen met een gespreid karakter en daarmee een gespreid risico. Er zitten aandelen, obligaties en bijvoorbeeld vastgoed in.
Vastgoedfondsen
Deze fondsen beleggen in vastgoed. Verhuur en verkoopwinst zorgen voor het rendement.
Obligatiefondsen
Deze fondsen beleggen in obligaties, ze kennen vaak een vast rendement op einddatum. De risico's zijn laag als de obligaties zijn uitgegeven door een overheid maar er zijn ook obligaties met een hoog risico, de junkbonds.
Bijzondere vermelding verdienen beleggingsfondsen voor ethisch of maatschappelijk verantwoord beleggen. Hierbij worden zwaardere eisen gesteld aan de objecten waarin belegd wordt (meestal aandelen, maar soms ook obligaties). De betreffende ondernemingen worden "gescreend" op de mate waarin zij bij hun bedrijfsvoering aandacht besteden aan aspecten als milieubewustheid en sociaal beleid. Bij sommige beleggingsfondsen van dit type worden bepaalde sectoren ondernemingen bewust uitgesloten, bijvoorbeeld in de wapenindustrie, alcohol en tabak.
Sommige fondsen beleggen de ontvangen dividenden of intresten opnieuw, dit noemt men kapitalisatiefondsen en worden aangeduid met acc. Anderen keren de dividenden uit, dit zijn distributiefondsen (inc).

## Toezicht

### Nederland
Om een beleggingsfonds te beginnen, is toestemming nodig van de Autoriteit Financiële Markten. Deze houdt toezicht op het fonds en de manager. De Nederlandsche Bank houdt in de huidige toezichtstructuur toezicht op de solvabiliteit van het fonds. Echter het is ook mogelijk zonder toezicht van de AFM een beleggingsfonds te beginnen mits de doelgroep 'professionele' beleggers zijn. De AFM identificeert een 'professionele' belegger als iemand die meer dan EUR 100.000 (plus kosten) vrij te beleggen vermogen heeft. Veel hedgefondsen gaan buiten de AFM om. Het wil niet zeggen dat fondsen die onder toezicht staan automatisch beter zijn. De AFM controleert namelijk enkel op een aantal randvoorwaarden, niet op het beleggingsbeleid en of een fonds(manager) ook echt de belangen van de belegger nastreeft.

### België
In België staan beleggingsfondsen onder toezicht van de Autoriteit voor Financiële Diensten en Markten.

## Beurs- en niet-beursgenoteerde fondsen
Verder zijn er beleggingsfondsen die aan de beurs genoteerd zijn en fondsen zonder een notering. Dit heeft vooral invloed op de verhandelbaarheid. De beursgenoteerde fondsen kunnen bij alle commissionairs, banken en brokers gekocht worden. Niet-beursgenoteerde fondsen kunnen alleen bij het fonds zelf gekocht worden.

## Open en gesloten fondsen
Een closed-end fonds mag niet zomaar nieuwe aandelen uitgeven. Het winstrecht en dus de waarde per aandeel wordt er lager door en dat is meestal niet wenselijk. Er is, net als bij andere gewone handel, grote invloed op de prijsvorming van de vraag en aanbod op dat moment. Bij het geven van een order voor een closed-end fonds is het belangrijk om ook een limiet op te geven. (Een limiet is de maximale prijs die men voor dat aandeel wenst te betalen: als zo'n limiet niet wordt opgegeven loopt men het risico dat bij een plotselinge stijging van de vraag men een aanzienlijk hogere prijs dan beoogd blijkt te hebben betaald. Het opgeven van een limiet is overigens bij iedere effectenorder te overwegen.)
Een open-end fonds mag wel nieuwe aandelen uitgeven, en wel precies zoveel aan waarde als er nieuw geld in het fonds stroomt. Het fonds wordt daardoor steeds verhandeld om en nabij de intrinsieke waarde (bijvoorbeeld bij Robeco). Het beoogde gevolg is dan dat er geen invloed meer is op de prijsvorming van de vraag en aanbod op dat moment.

## Handel
Sinds 2007 worden op Euronext Nederland de ca. 200 open-end beleggingsfondsen verhandeld via de  Euronext Fund Service. Kenmerken van dit handelssysteem zijn:
- Er is één handelsmoment per dag. Aan- en verkooporders moeten voor 16 uur binnen zijn bij Euronext Fund Service, voor een vast aantal of een vaste prijs (als de orders via een bank gaan kan deze de uiterste tijd bijvoorbeeld op 15 uur stellen). De volgende dag om 10 uur wordt dan bekendgemaakt tegen welke koers de aandelen gekocht, dan wel verkocht zijn.
- Deze transactiekoers is gelijk voor kopen en verkopen. Als er meer koop- dan verkooporders zijn binnengekomen is de prijs iets boven de intrinsieke waarde, in het omgekeerde geval iets eronder.
- Alleen bestensorders zijn mogelijk.

## Aanbieders
Veel beleggingsfondsen zijn subfondsen van een zogenaamd paraplufonds of beleggingsfondsenfamilie. Het voordeel is dat bepaalde algemene kosten, zoals kosten voor verslaggeving, gedeeld kunnen worden. Individuele fondsen onder de paraplu voeren in beginsel wel een eigen beleid.
Nagenoeg alle grootbanken bieden beleggingsfondsen aan. Daarnaast bestaan er gespecialiseerde vermogensbeheerders die geen onderdeel uitmaken van een bank. Een bekend voorbeeld is Fidelity in de Verenigde Staten. In Nederland biedt vooral Robeco zelfstandig beleggingsfondsen aan, hoewel het onderdeel uitmaakt van het Japanse Orix. Tot begin 2013 maakte Robeco deel uit van Rabobank. Er zijn ook kleinere aanbieders van beleggingsfondsen.
Daarnaast kunnen particulieren deelnemen in een uitgebreide selectie van de beschikbare beleggingsfondsen van verschillende banken en vermogensbeheerders door het aanhouden van een (internet)rekening bij een broker.

## Kosten
Voor beleggingsfondsen worden twee kostensoorten in rekening gebracht. Eenmalige kosten voor aan- of verkoop van het beleggingsfonds die worden betaald aan uw broker of bank. Verder zijn er doorlopende kosten van het beleggingsfonds die in verband staan met het daadwerkelijk beheer van het vermogen zoals het salaris van de fondsbeheerder, kantoorkosten, beheerloon, vergoeding aan de distributeur, etc.
In Europa betaalt een kleine belegger aan de beheerder van een aandelenbeleggingsfonds gemiddeld 1,75% aan kosten per jaar, voor een obligatiefonds ligt dit op ongeveer 1,2%. Van deze kosten komt ruim 40% ten goede aan de fondsbeheerder. De fondsbeheerder maakt veelal gebruik van het distributienetwerk van een bank. De bank kreeg voor 2014 een distributievergoeding die ook iets meer dan 40% bedroeg van de totale kosten. De laatste 17% van de kosten zijn voor specifieke doelen als bijvoorbeeld administratie, beheerloon en kosten voor de accountant. In de Verenigde Staten liggen deze kosten slechts 0,1% lager in vergelijking tot Europa.
Sinds medio 2010 werd in Nederland een discussie gevoerd over het afschaffen van de distributievergoedingen. Op 14 februari 2013 maakten diverse Nederlandse financiële instellingen bekend dat zij vanaf 1 januari 2014 geen distributievergoedingen van fondsbeheerders meer ontvangen. Klanten die beleggen in de fondsen betalen vanaf die datum direct voor de dienstverlening, volgens het ’uurtje factuurtje’-model. Met deze maatregel verdween ook de perverse prikkel voor de banken om het beleggingsfonds met de hoogste distributievergoeding in de portefeuille op te nemen. Dit fonds bracht vervolgens de vergoeding als kosten ten laste van het rendement. De Autoriteit Financiële Markten (AFM) ondersteunt het initiatief.
Kosten van beleggingsfondsen hebben een grote invloed op het nettorendement voor de belegger. Dit geldt zeker voor de lange termijn. Bij een belegd vermogen van € 100.000 en een jaarlijks brutorendement van 6,0% is de netto opbrengst na 10 jaar € 179.000 bij géén kosten, € 167.000 bij 0,75% kosten en € 152.000 bij 1,75% kosten. Dit verklaart de populariteit van passieve beleggingen, van indextrackers, met een lage kostenstructuur.